# Hieracium virosum
Hieracium virosum ist eine Pflanzenart aus der Gattung der Habichtskräuter (Hieracium) innerhalb der Familie der Korbblütler (Asteraceae). Sie kommt von Südost- und Osteuropa über Südwest- und Zentralasien bis nach Japan vor.

## Beschreibung

### Vegetative Merkmale
Hieracium virosum ist eine ausdauernde krautige Pflanze, die Wuchshöhen von 40 bis 120 Zentimetern erreicht. Sie bildet dicke Rhizome aus. Die steifen und aufrechten Stängel sind im oberen Teil verzweigt und stehen einzeln oder zu wenigen in Büscheln zusammen. Sie sind an der Basis violett gefärbt und gelegentlich auch spärlich mit einfachen Haaren besetzt, ansonsten sind die Stängel aber meist unbehaart.
An der Stängelbasis befinden sich mehrere grundständige Laubblätter, welche ebenso wie die Blätter im unteren Stängelbereich nach der Blütezeit abfallen, während sich am mittleren und oberen Stängel ebenfalls 10 bis 80 ungestielte und stängelumfassende Laubblätter befinden. Die etwas glauke Blattspreite ist bei einer Länge von 5 bis 8 Zentimetern sowie einer Breite von 1,5 bis 5 Zentimetern eiförmig über eiförmig-lanzettlich und elliptisch lanzettlich bis annähernd elliptisch mit herzförmiger Spreitenbasis und spitzer bis kurz zugespitzter Spreitenspitze. Die Spreitenränder sind ganzrandig oder etwas gezähnt, wobei die Zähne scharf abgegrenzt sind. Die blassgrüne Blattunterseite weist eine netzartige Blattnervatur auf, welche genauso wie die Blattränder spärlich mit einfachen und mehr oder weniger borstigen Haaren besetzt sein kann.

### Generative Merkmale
Die Blütezeit sowie die Fruchtreife erstrecken sich zumindest in Xinjiang von Juni bis in den Oktober hinein. Der kurz-schirmrispige bis länglich-rispige Gesamtblütenstand enthält 10 bis 80 körbchenförmige Teilblütenstände. Der Blütenstandsschaft ist unbehaart. Das bei einem Durchmesser von 0,9 bis 1,1 Zentimetern glocken- bis kreiselförmige Involucrum enthält mehrere Reihen von grünen bis dunkelgrünen und an der Unterseite kahle Hüllblättern. Die äußeren Hüllblätter sind bei einer Länge von etwa 3 Millimetern sowie einer Breite von circa 1 Millimeter lanzettlich über linealisch bis breit linealisch, während die lanzettlichen mittleren Hüllblätter 4,5 bis 8 Millimeter lang und etwa 1,5 Millimeter breit sind und die ebenfalls lanzettlichen inneren Hüllblätter etwa 11 Millimeter lang sowie circa 1 Millimeter breit sind. Die Blütenkörbchen enthalten mehrere gelbe Zungenblüten.
Die schwärzlich braunen Achänen sind bei einer Länge von etwa 0,3 Zentimetern zylindrisch und weisen zehn Rippen auf. Der Pappus besteht aus mehreren blassgelben Borstenhaaren, welche etwa 0,6 Zentimeter lang sind.

### Chromosomenzahl
Die Chromosomenzahl ist 2n = 27 oder 36.

## Vorkommen
Das natürliche Verbreitungsgebiet von Hieracium virosum umfasst weite Teile Eurasiens. Es erstreckt sich dabei von Südost- und Osteuropa über Südwestasien, Kasachstan, Usbekistan, Indien, Russland, das Uigurische Autonome Gebiet Xinjiang und der Mongolei bis nach Japan. In Deutschland und Island wurde die Art eingeführt und wächst verwildert.
Hieracium virosum gedeiht in Xinjiang auf Wiesen sowie in Wäldern und Dickichten in Höhenlagen von 1700 bis 2100 Metern.

## Taxonomie
Die Erstbeschreibung als Hieracium virosum erfolgte 1771 durch Peter Simon Pallas in Reise durch verschiedene Provinzen des russischen Reichs, Nummer 1, Seite 501. Synonyme für Hieracium virosum Pall. sind Hieracium prostratum DC., Hieracium prostratum Ledeb., Hieracium sabaudum Pall. sowie Hieracium salaudum Pall.
Man kann die folgenden Unterarten unterscheiden:
- Hieracium virosum subsp. foliosum (Willd.) Zahn: Sie kommt in Teilen Südost- und Osteuropas vor.[3]
- Hieracium virosum Pall. subsp. virosum[3]